# پندار توفیقی (مدیر ورزشی)
سید پندار توفیقی (زاده ۲۰ خرداد ۱۳۵۱ در گچساران) مدیر ورزشی اهل ایران است. وی از فعالان حوزه نفت و گاز و عضو سابق هیئت مدیره باشگاه فوتبال استقلال تهران می‌باشد.

## استقلال
توفیقی در سمت‌های مختلفی از جمله عضویت و دبیری هیئت مدیره، معاون ورزشی و نایب رئیس باشگاه، ریاست کمیته توسعه اقتصادی و بازار باشگاه و مسئولیت نقل و انتقلات بازیکنان استقلال را بر عهده داشته است.
در دوران کاری در باشگاه استقلال به عنوان مسئول نقل و انتقالات بازیکنانی نظیر کاوه رضایی، سرور جباروف، مامه بابا تیام، مهدی قائدی، الهیار صیادمنش، محمد دانشگر، فرشید باقری، فرشید اسماعیلی، داریوش شجاعیان، امیرحسین اسماعیل‌زاده، روزبه چشمی، آرمین سهرابیان، وریا غفوری و تعداد زیادی بازیکنان جوان و باآتیه به عضویت باشگاه استقلال تهران درآورد.

### جنگ استقلال و سپاهان
توفیقی در جریان بسته شدن پنجره نقل و انتقالات باشگاه استقلال در زمستان ۹۵ و قرض دادن سرور جباروف به سپاهان شخصاً به اصفهان رفت و قرارداد قرضی این بازیکن را به امضا کرد، که در پایان فصل ۹۵–۹۶ سپاهان مدعی شد که جپاروف قصد ماندن در سپاهان را دارد و جدال رسانه‌ای و حقوقی بین دو باشگاه شدت گرفت که در نهایت توفیقی به عنوان نماینده باشگاه استقلال با حضور در فدراسیون فوتبال و ارائه مستندات بازگشت بدون قید و شرط جپاروف به استقلال را فراهم کرد.

### جذب مامه بابا تیام
در جریان جذب مامه بابا تیام در پنجره نقل و انتقالاتی زمستان ۹۶ و درگیری باشگاه استقلال با دلالان فوتبال که مانع حضور بازیکنان خارجی در استقلال می‌شدند، توفیقی با آغاز یک فضای رسانه‌ای و دادن اسامی متفاوت به رسانه‌ها، دلال‌های فوتبال را سردرگم کرد و در نیمه‌های شب بهمن ماه ۹۶ همزمان با ورود بازیکن به ایران در سی آی پی  فرودگاه امام خمینی با تیام و مدیربرنامه‌هایش جلسه گذاشت و قرارداد وی را منعقد کرد.

### جدایی تیام از استقلال
توفیقی در جواب به منتقدان خود در خصوص مقصر اصلی جدایی تیام از باشگاه، اذعان کرد: تيام بمدت يك و نيم فصل با استقلال قراداد داشت و طبق قرارداد فقط در روز پايان ليگ با پرداخت ٤٠٠ هزار دلار مي توانست جدا شود. لذا بعد از پايان ليگ طبق قرارداد، تيام مجدد بازيكن استقلال بود و به هیچ وجه نمی توانست از باشگاه جدا شود. متاسفانه مديران بعدی بدون توجه به نياز تيم به تيام در بازی های آسيای، به بهانه درآمدزايی تيام را به مبلغ ٦٥٠ هزار دلار فروختند.

### بدهی سرور جباروف
توفیقی در مصاحبه‌ای دربارهٔ بدهی به سرور جبارف اذعان کرد: در دوره ما برای پرداخت بدهی‌ها این بازیکن به ۱۳۴ هزار دلار پول نیاز داشتیم که از طریق منابع مالی خودمان در صدد تهیه آن بودیم. قرار بود آقای عیدیان که یکی از هواداران هستند کمک شود که قرارداد جبارف را برای یک فصل دیگر هم تمدید کنیم. از طریق هواداران به من اطلاع دادن که فردی به اسم آقای ابراهیمی می‌خواهد کمک مالی کند. بعد شماره تلفن من را گرفت و بعد از تماس اعلام کرد که شماره حسابی اعلام کنیم که به قول خودشان یک میلیون دلار، ۱۰ میلیون دلار یا ۱۰۰ میلیارد دلار به حساب باشگاه واریز کنند. حتی گفتند می‌خواهند باشگاه استقلال را بخرند که من پاسخ دادم برای این موضوع خیلی عجله نکنید چون فروشنده ما نیستیم و دولت باید این کار را انجام بدهد. بعد به او گفتم پولی به حساب باشگاه واریز نکند و به جای آن شماره حساب جبارف را در اختیارش قرار دادم تا طلب این بازیکن را پرداخت کند. وی در ادامه افزود: بعد از چند روز فیشی برای من فرستادند که ۱۳۴ هزار دلار بود. بعد هم به این هوادار توصیه کردم که با کسی صحبت نکند تا پول به حساب جبارف واریز شود. فردای آن روز دیدم فیشی که در اختیار من است، در فضای مجازی منتشر شده است. به همین خاطر با آن هوادار تماس گرفتم که به من گفت کارمندش این فیش را منتشر کرده است. او به دنبال این بود با جبارف تلفنی صحبت کند من چنین اجازه‌ای ندادم. در نتیجه بعد از یک هفته با جبارف تماس گرفتم و گفتم پولی به حسابت واریز شده است. جبارف هم فیشی به مبلغ ۱۳دلار برای من فرستاد که همان‌جا متوجه شدم این کارها تبلیغاتی است.

### پندار تایم
در زمانی که سمت معاونت باشگاه در اختیار توفیقی بود، بخشی از قراردادهای بازیکنان استقلال در ساعات پایانی شب انجام می‌شد. که این امر به مرور در بین هواداران به پندار تایم شناخته شد. در همین خصوص به دلیل انتقادهای شدید وارد شده به وی، توفیقی در مصاحبه‌ای با مشرق نیوز، دلیل انجام این کار را برای ایجاد فضایی مطلوب جهت مذاکره با بازیکنان مدنظرمان در ساعات غیر اداری با آنها جلس برگزار می‌کنیم.